# 余世存
余世存（1969年2月—），湖北随州人，毕业于北京大学，是知名作家、编辑、自由撰稿人、公共知识分子。

## 生平
1969年，余世存出生在湖北省随州市，1990年，余世存从北京大学毕业，大学毕业后，他曾当过教师、编辑、官员。

## 风格
余世存受到李慎之影响很深，主要为知识分子奔走呼吁，2005年，他出版了《非常道：1840年到1999年的中国话语》，通过讲述曾国藩、左宗棠、李鸿章、孙中山、袁世凯、胡适、陈独秀、钱锺书、李敖、王小波等人的奇闻异事剖析中国文化，2007年，他出版了《常言道：近代以来最重要的话语录》，讲述理性、良知、自由和尊严。2008年成为《零八宪章》第一批签署者。

## 作品
- . 北京市: 新世界出版社. 2007: 260. ISBN 9787802283169.
- . 辽宁省: 辽宁教育出版社. 2010: 271. ISBN 9787538288278.
- . 北京市: 中信出版社. 2011. ISBN 9787508628608.
- . 北京市: 社会科学文献出版社. 2005: 290. ISBN 9787801905758.
- . 海南省: 海南出版社. 2010: 471. ISBN 9787544333702.
- . 北京市: 九州出版社. 2010: 371. ISBN 9787510803208.
- . 江苏省: 江苏文艺出版社. 2012: 238. ISBN 9787539956251.
- . 北京市: 北京时代华文书局. 2014: 290. ISBN 9787807690900.
- . 广州市: 广东人民出版社. 2016: 478. ISBN 9787218109039.